# Welldorf
Welldorf mit dem Wohnplatz Serrest ist ein Stadtteil von Jülich im Kreis Düren, Nordrhein-Westfalen.

## Geographie
Im Westen liegt Lich-Steinstraß, im Norden Spiel (Gemeinde Titz), im Osten Güsten und im Süden der Tagebau Hambach mit der Sophienhöhe. Die Bebauung von Güsten und Welldorf geht fast nahtlos ineinander über.

## Geschichte
Am 1. Juli 1969 wurde Güsten nach Welldorf eingemeindet. Am 1. Januar 1972 wurde Welldorf in die Stadt Jülich eingegliedert.

## Religion

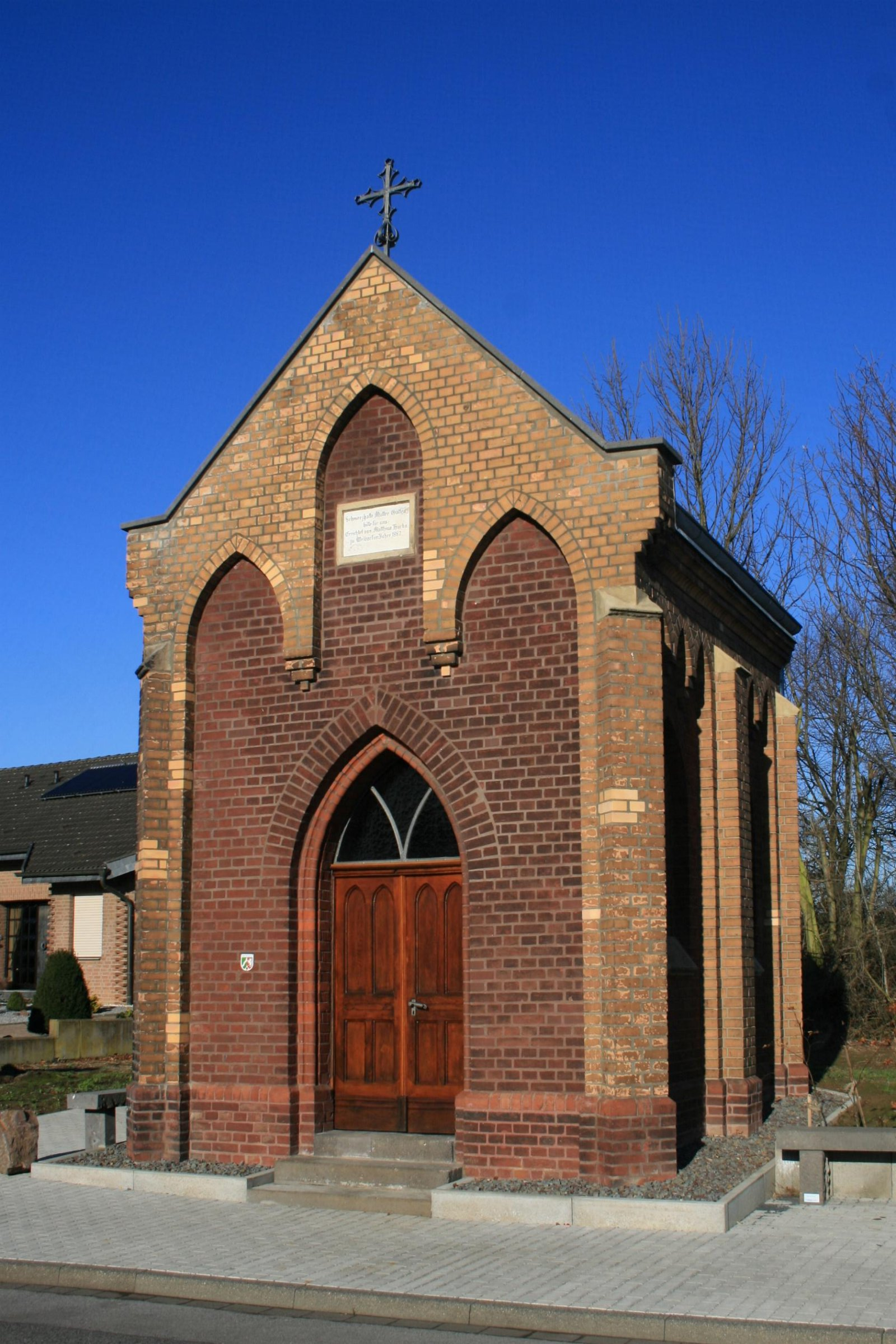
Marienkapelle

Die katholische Pfarrgemeinde heißt St. Hubertus. Außerdem stehen in Welldorf eine Marienkapelle und eine kleine Wegekapelle.

## Bildung
Im Ort befinden sich die Gemeinschaftsgrundschule Ost und die kirchliche Kindertagesstätte St. Marien.

## Verkehr

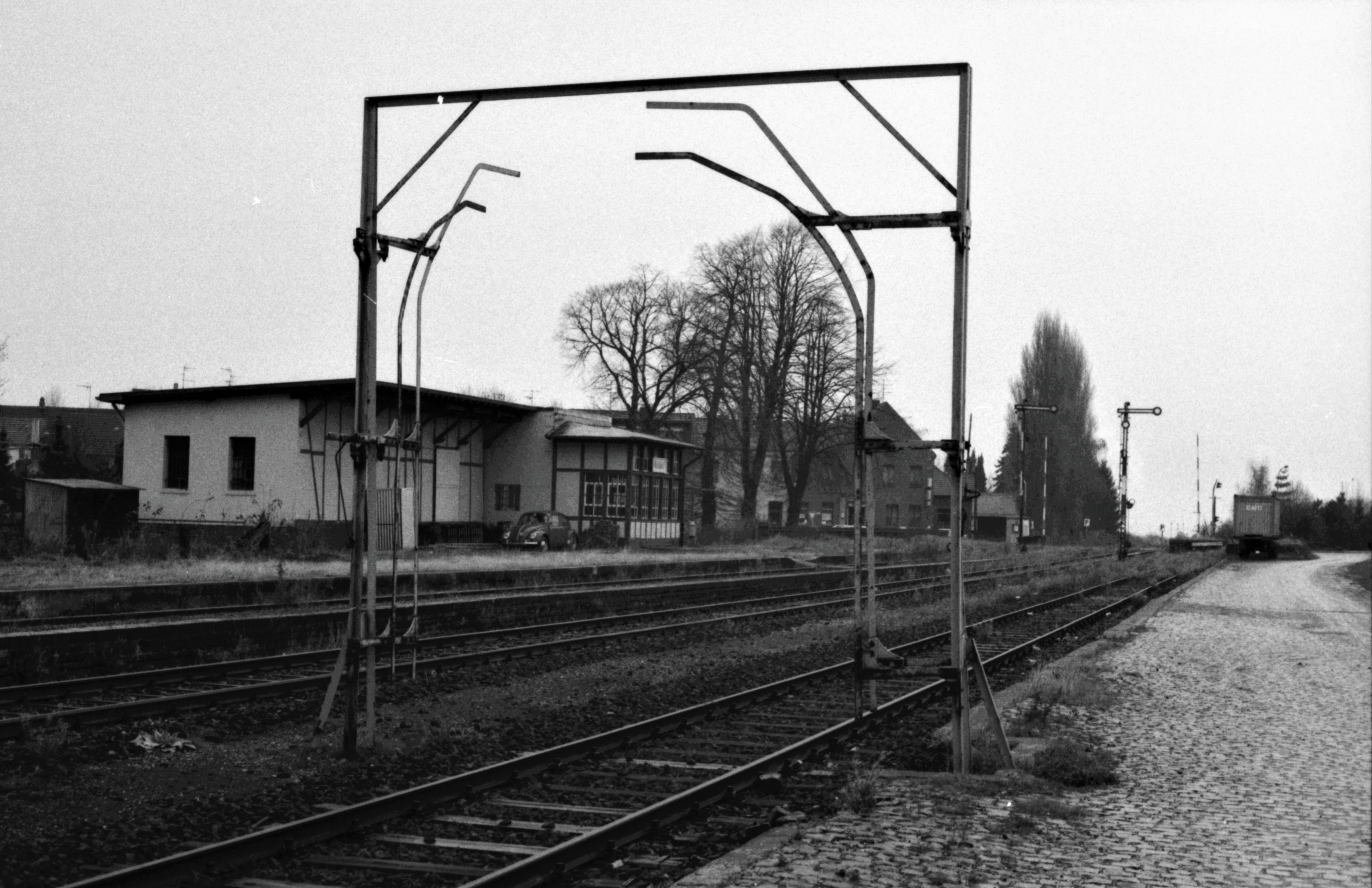
Bahnanlagen des Bahnhofs Welldorf an der Strecke Jülich – Mönchengladbach zweieinhalb Jahre nach Stilllegung der Strecke, Blick nach Norden

In Ortsnähe verläuft die Bundesstraße 55. Den ÖPNV stellt Rurtalbus durch die AVV-Buslinie 284 und ein Anrufsammeltaxi sicher. Bis zum 31. Dezember 2019 wurde diese Buslinie vom BVR Busverkehr Rheinland bedient.
| Linie | Verlauf |
| ----- | --- |
| 284   | (Jülich Schulzentrum – Walramplatz – Neues Rathaus →) Jülich Bf/ZOB – Stetternich – Welldorf – Güsten – Höllen – Rödingen – Kalrath – Ameln – Titz – (Opherten – Mündt –) Jackerath |
| AST   | AnrufSammelTaxi: Mo–Fr abends, Sa nachmittags/abends, So Jülich Bf/ZOB – Jülich Innenstadt – Lich-Steinstraß / Stetternich – Pattern / Welldorf – Mersch / Serrest / Güsten – Hompesch / Sevenich / Höllen – Müntz / Spiel / Rödingen / Bettenhoven – Ameln / Hasselsweiler / Ralshoven – Gevelsdorf / Kalrath – Titz – Mündt / Opherten – Jackerath |

Im Jahr 1880 wurde Welldorf mit einem Haltepunkt an die 1873 eröffnete Bahnstrecke Mönchengladbach – Jülich angeschlossen. 1882 wurde ein Bahnhof anstelle des Haltepunktes errichtet und die Gleisanlagen erweitert, so dass Welldorf zum Bahnhof wurde. Die Züge nach Norden trafen zwar in Hochneukirch auf die Hauptstrecke aus Köln, verkehrten aber in aller Regel weiter bis Mönchengladbach und wurden von Berufspendlern und Einkaufenden genutzt. Die Züge nach Süden endeten entweder in Jülich oder fuhren nach Aachen oder Düren weiter. 1975 wurde der Bahnverkehr an Sonntagen eingestellt, in den Folgejahren wurde das Zugangebot schrittweise weiter reduziert und 1980 schließlich ganz eingestellt inklusive des Güterverkehrs. Der Abriss der Gleise erfolgte allerdings erst 1984. Südlich Welldorf wurde die Bahntrasse bis kurz vor Stetternich zur heutigen Landstraße L 213/L 264 umgenutzt.